# Atalanta Bergamasca Calcio 1953-1954
Questa pagina raccoglie i dati riguardanti l'Atalanta Bergamasca Calcio nelle competizioni ufficiali della stagione 1953-1954.

## Stagione
Dopo un inizio mediocre, l'allenatore Ferrero si dimette a favore del duo Simonetti-Tentorio. Il campionato si conclude tuttavia con una posizione che non rende merito della mole di gioco espresso. Questo per via dei troppi gol subiti, a fronte di uno degli attacchi più prolifici del campionato. A farne le spese è la Juventus, che a Bergamo viene sconfitta per 3-2 alla terz'ultima giornata compromettendo la conquista dello scudetto. Da segnale il sonoro 6-0 all'Udinese e il 4-0 al Novara.

## Organigramma societario
Area direttiva
- Presidente: Daniele Turani
- Vice Presidente: Maurizio Reich, Giulio Marelli
- Consiglieri: Giuseppe Callioni, Alessandro Gambirasi, Clemente Mayer, Alberto Mazzucconi, Guido Rossi, Luigi Tentorio, Giordano Trussardi, Erminio Turani
- Tesoriere: Antonio Rampinelli
- Segretario: Carlo Terzi, Emilio Pezzotta
- Revisore conti: Cesare Bonafus, Oreste Onetto, Giuseppe Pizzigoni

Area tecnica
- Allenatore: Luigi Ferrero e successivamente Francesco Simonetti
- Direttore tecnico: Luigi Tentorio (dal 31 gennaio 1954)

Area sanitaria
- Medico sociale: Luigi Benvenuto
- Massaggiatore: Leone Sala

## Rosa
| N. |                   | Ruolo | Calciatore           |
| -- | ----------------- | ----- | -------------------- |
|    | Italia (bandiera) | P     | Giuseppe Albani      |
|    | Italia (bandiera) | P     | Ideo Stefani         |
|    | Italia (bandiera) | D     | Giulio Corsini       |
|    | Italia (bandiera) | D     | Livio Roncoli        |
|    | Italia (bandiera) | D     | Battista Rota        |
|    | Italia (bandiera) | C     | Stefano Angeleri     |
|    | Italia (bandiera) | C     | Carlo Annovazzi      |
|    | Italia (bandiera) | C     | Adriano Bassetto     |
|    | Italia (bandiera) | C     | Gaudenzio Bernasconi |
|    | Italia (bandiera) | C     | Giancarlo Cadè       |

| N. |                      | Ruolo | Calciatore        |
| -- | -------------------- | ----- | ----------------- |
|    | Danimarca (bandiera) | C     | Poul Rasmussen    |
|    | Italia (bandiera)    | C     | Angelo Villa      |
|    | Italia (bandiera)    | C     | Luigi Zannier     |
|    | Italia (bandiera)    | A     | Luigi Brugola     |
|    | Italia (bandiera)    | A     | Giuseppe Cadè     |
|    | Italia (bandiera)    | A     | Francesco Cergoli |
|    | Italia (bandiera)    | A     | Ennio Lenuzza     |
|    | Italia (bandiera)    | A     | Giuseppe Nuoto    |
|    | Italia (bandiera)    | A     | Franco Vittoni    |

## Calciomercato
| Acquisti | Acquisti         | Acquisti  | Acquisti      |
| R.       | Nome             | da        | Modalità      |
| -------- | ---------------- | --------- | ------------- |
| C        | Carlo Annovazzi  | Milan     | definitivo    |
| C        | Adriano Bassetto | Sampdoria | definitivo    |
| C        | Luigi Zannier    | Palazzolo | definitivo    |
| A        | Franco Vittoni   | Cannes    | fine prestito |

| Cessioni | Cessioni             | Cessioni    | Cessioni   |
| R.       | Nome                 | a           | Modalità   |
| -------- | -------------------- | ----------- | ---------- |
| D        | Luciano Gariboldi    | Verona      | definitivo |
| C        | Piero Gardoni        | Caravaggio  | prestito   |
| C        | Elio Rampinelli      | Salernitana | prestito   |
| A        | Aurelio Santagostino | Fanfulla    | definitivo |
| A        | Leschly Sørensen     | Milan       | definitivo |
| A        | Ennio Testa          | Sampdoria   | definitivo |

## Risultati

### Serie A

#### Girone di andata
| Arbitro: | Corallo (Lecce) |

|                            |           |              |
| Cappello 68’ Pivatelli 77’ | Marcatori | 71’ Bassetto |

| Arbitro: | Pieri (Trieste) |

|  |           |                          |
|  | Marcatori | 61’ Armano 79’ Brighenti |

| Arbitro: | Bernardi (Bologna) |

|                                           |           |                        |
| Jeppson 2’, 48’, 62’, 85’ Vitali 29’, 76’ | Marcatori | 27’, 43’, 59’ Bassetto |

| Arbitro: | Massai (Pisa) |

|                    |           |            |
| Venturi 41’ (aut.) | Marcatori | 46’ Bronée |

| Arbitro: | Rigato (Mestre) |

|               |           |  |
| Dal Monte 71’ | Marcatori |  |

| Arbitro: | Maurelli (Roma) |

|                     |           |           |
| Bassetto 71’ (rig.) | Marcatori | 61’ Janda |

| Arbitro: | Scaramella (Roma) |

|                               |           |                                        |
| Frignani 6’, 20’ Sørensen 86’ | Marcatori | 25’ Angeleri 39’ Rasmussen 77’ Vittoni |

| Arbitro: | Guarnaschelli (Pavia) |

|                                       |           |              |
| Rasmussen 10’, 43’ Annovazzi 25’, 68’ | Marcatori | 77’ Manzardo |

| Arbitro: | Bellè (Venezia) |

|  |           |             |
|  | Marcatori | 17’ La Rosa |

| Arbitro: | Grandville (Roma) |

|                                   |           |                           |
| Bülent 35’ Olivieri 45’ Ekner 48’ | Marcatori | 8’ Bassetto 83’ Rasmussen |

| Arbitro: | Scaramella (Roma) |

|                       |           |                |
| Pløger 9’ Virgili 57’ | Marcatori | 82’, 84’ Nuoto |

| Arbitro: | Maurelli (Roma) |

|               |           |             |
| Rasmussen 83’ | Marcatori | 69’ Boscolo |

| Arbitro: | Bernardi (Bologna) |

|                                                   |           |                            |
| Lenuzza 7’ Rasmussen 37’ Brugola 50’ Bassetto 67’ | Marcatori | 28’ Lucentini 82’ Rossetti |

| Arbitro: | De Leo (Mestre) |

|                      |           |  |
| Tortul 13’ Conti 78’ | Marcatori |  |

| Arbitro: | Guarnaschelli (Pavia) |

|                             |           |  |
| Rota 31’ (aut.) Ricagni 41’ | Marcatori |  |

| Arbitro: | Bernardi (Bologna) |

|             |           |  |
| Lenuzza 68’ | Marcatori |  |

| Arbitro: | Agnolin (Bassano del Grappa) |

|                                   |           |  |
| Cervato 28’ (rig.) Vidal 77’, 83’ | Marcatori |  |

#### Girone di ritorno
| Arbitro: | Scaramella (Roma) |

|                     |           |                                 |
| Bassetto 60’ (rig.) | Marcatori | 57’, 70’ Pivatelli 76’ Cappello |

| Arbitro: | Maurelli (Roma) |

|                                    |           |               |
| Nesti 18’ Armano 30’ Brighenti 75’ | Marcatori | 78’ Rasmussen |

| Arbitro: | Maurelli (Roma) |

|              |           |            |
| Bassetto 68’ | Marcatori | 72’ Amadei |

| Roma 21 febbraio 1954, ore ? 21ª giornata | Roma            | 0 – 0 | Atalanta | Stadio dei Centomila\| Arbitro: \| Canepa (Genova) \| |
| Arbitro:                                  | Canepa (Genova) |       |          |                                                       |

| Arbitro: | Liverani (Torino) |

|              |           |  |
| Bassetto 69’ | Marcatori |  |

| Arbitro: | Jonni (Macerata) |

|  |           |                                                    |
|  | Marcatori | 15’ Bassetto 16’ Cergoli 43’ Annovazzi 77’ Brugola |

| Arbitro: | Massai (Pisa) |

|                             |           |             |
| Rasmussen 1’, 10’ Villa 21’ | Marcatori | 51’ Nordahl |

| Arbitro: | Marchetti (Milano) |

|          |           |                    |
| Mion 70’ | Marcatori | 41’, 86’ Annovazzi |

| Palermo 28 marzo 1954, ore ? 26ª giornata | Palermo           | 0 – 0 | Atalanta | Stadio La Favorita\| Arbitro: \| Liverani (Torino) \| |
| Arbitro:                                  | Liverani (Torino) |       |          |                                                       |

| Arbitro: | Massai (Pisa) |

|  |           |            |
|  | Marcatori | 44’ Bülent |

| Arbitro: | Liverani (Torino) |

|                                                             |           |  |
| Corsini 4’ Bassetto 38’, 71’ Rasmussen 47’, 84’ Brugola 68’ | Marcatori |  |

| Arbitro: | Corallo (Lecce) |

|              |           |                                               |
| Biagioli 22’ | Marcatori | 30’ Annovazzi 63’ Brugola 80’ (rig.) Bassetto |

| Arbitro: | Liverani (Torino) |

|                                               |           |                    |
| Corsini 12’ (aut.) Rossetti 20’ Lucentini 31’ | Marcatori | 65’, 69’ Rasmussen |

| Arbitro: | Lo Bello (Siracusa) |

|              |           |            |
| Bassetto 53’ | Marcatori | 74’ Tortul |

| Arbitro: | Massai (Pisa) |

|                                        |           |                          |
| Rasmussen 14’ Bassetto 39’ Brugola 49’ | Marcatori | 63’ Hansen 78’ Boniperti |

| Arbitro: | Bonetto (Torino) |

|                         |           |                             |
| Fontanesi 9’ Burini 11’ | Marcatori | 14’ Rasmussen 65’ Annovazzi |

| Arbitro: | Moriconi (Roma) |

|              |           |           |
| Bassetto 50’ | Marcatori | 48’ Bacci |

## Statistiche

### Statistiche di squadra
| Competizione | Punti | In casa | In casa | In casa | In casa | In casa | In casa | In trasferta | In trasferta | In trasferta | In trasferta | In trasferta | In trasferta | Totale | Totale | Totale | Totale | Totale | Totale | DR |
| Competizione | Punti | G       | V       | N       | P       | Gf      | Gs      | G            | V            | N            | P            | Gf           | Gs           | G      | V      | N      | P      | Gf     | Gs     | DR |
| ------------ | ----- | ------- | ------- | ------- | ------- | ------- | ------- | ------------ | ------------ | ------------ | ------------ | ------------ | ------------ | ------ | ------ | ------ | ------ | ------ | ------ | -- |
| Serie A      | 31    | 17      | 7       | 6       | 4       | 29      | 19      | 17           | 3            | 5            | 9            | 25           | 34           | 34     | 10     | 11     | 13     | 54     | 53     | +1 |

### Statistiche dei giocatori
| Giocatore     | Serie A  | Serie A |
| Giocatore     | Presenze | Reti    |
| ------------- | -------- | ------- |
| G. Albani     | 30       | -41     |
| S. Angeleri   | 22       | 1       |
| C. Annovazzi  | 33       | 7       |
| A. Bassetto   | 30       | 17      |
| G. Bernasconi | 33       | 0       |
| L. Brugola    | 32       | 5       |
| G.C. Cadè     | 2        | 0       |
| G. Cadè       | 14       | 0       |
| F. Cergoli    | 21       | 1       |
| G. Corsini    | 33       | 1       |
| E. Lenuzza    | 7        | 2       |
| G. Nuoto      | 8        | 2       |
| P. Rasmussen  | 33       | 15      |
| L. Roncoli    | 4        | 0       |
| B. Rota       | 28       | 0       |
| I. Stefani    | 4        | -12     |
| A. Villa      | 33       | 1       |
| F. Vittoni    | 4        | 1       |
| L. Zannier    | 3        | 0       |